# Raphaël Poulain
Pour les articles homonymes, voir Poulain (homonymie).

a Compétitions nationales et continentales officielles uniquement.

Raphaël Poulain né le 16 août 1980 à Amiens (Picardie) est un joueur français de rugby à XV qui a évolué au poste d'ailier (1,86 m, 100 kg) au Stade français (1998-2005) puis au Racing Métro 92 (2007-2008).
Après avoir suivi une formation de coach mental, il a entrepris des études de philosophie et de psychologie à l'EEPPA. Après avoir écrit un livre Quand j'étais Superman en 2011, il se consacre aujourd'hui essentiellement au métier de conférencier dans le monde du sport et de l'entreprise.

## Biographie
Formé à Beauvais, il signe pour le Stade français CASG Paris en 1998. Considéré comme un très grand espoir à son poste, il devient :
- Champion de France juniors Reichel 1999
- Champion de France 2000, 2003, 2004
- Finaliste du Championnat de France 2005
- Finaliste de la Coupe d'Europe 2001, 2005

En novembre 2001, il connaît son unique sélection avec les Barbarians français contre les Fidji à Toulon. Les Baa-Baas s'inclinent 17 à 15.
Trop souvent blessé, il met un terme à sa carrière le 15 juin 2005.

## Carrière d'acteur
Ayant décidé d'arrêter le rugby après de nombreuses blessures , il se lance dans une carrière de comédien. Il prend des cours à Paris au Studio Intérieur Jour et au Laboratoire de l'acteur, puis joue deux rôles au cinéma dans C'est beau une ville la nuit de Richard Bohringer (2006), puis Pars vite et reviens tard de Régis Wargnier, adapté d'un roman de Fred Vargas (sortie 2007).
En septembre 2006, il est à l'affiche de La Dernière Nuit pour Marie Stuart, au Théâtre Marigny aux côtés d'Isabelle Adjani.
Courts métrages : 
- 2006 : 6H24" réalisé par Stéphane Bohée et Cyril Charbit
- 2009 : Tarzan publicité
- 2010 : Munera réalisé par Nicolas Diego
- 2011 : Le vent t'emportera réalisé par Nicolas Diego
- 2012 : J'aimerais que la terre s'arrête pour descendre réalisé par Nicolas Diego
- 2012 : Emergence réalisé par Grégory Rodriguez

## Clubs successifs

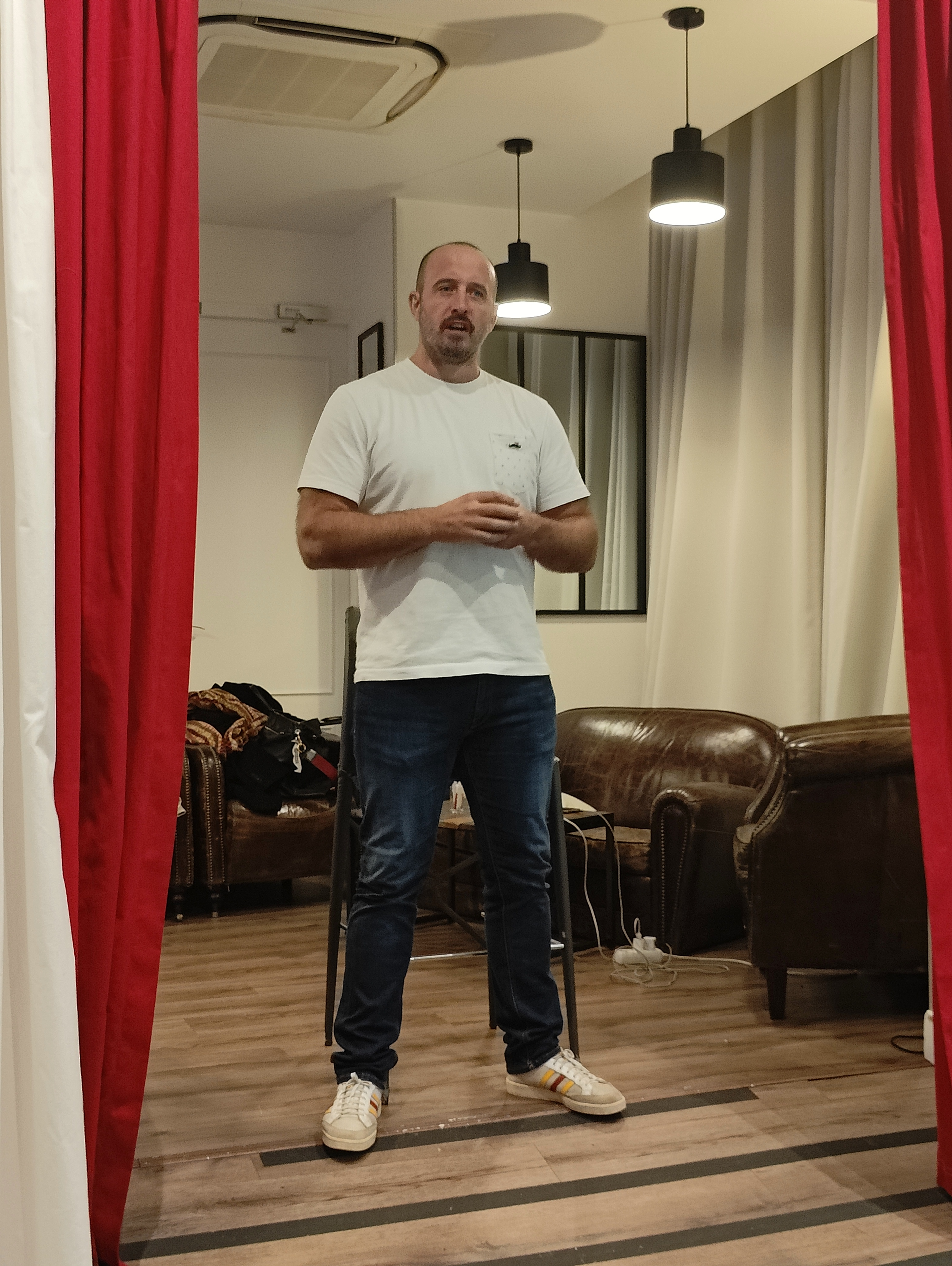
Raphaël Poulain lors d'un intervention sur la santé mentale à un événement XV DSI et Movember (novembre 2023).

- Beauvais XV Rugby Club (Fédérale 3) : 1987-1998
- Stade français Paris CASG : 1998-2005
- Racing Métro 92 : 2007-2008

## Source
- Midi Olympique Magazine, octobre 2006.